# عنوان (نشر)
العنوان هو تعليق موجود في الجزء العلوي من عمل مكتوب (مثل رواية أو قصة قصيرة أو قصيدة أو مقال صحفي) وعادةً ما يقدم الموضوع الرئيسي الذي سيتعامل معه نص الموضوع.في كثير من الحالات ، على سبيل المثال عندما يتعلق الأمر بكتاب أو قصيدة، يتم استخدام العنوان أيضًا كأسم للعمل.